# 942
| Calendário gregoriano                                                        | 942 CMXLII                                           |
| Ab urbe condita                                                              | 1695                                                 |
| Calendário arménio                                                           | 391 – 392                                            |
| Calendário bahá'í                                                            | -902 – -901                                          |
| Calendário budista                                                           | 1486                                                 |
| Calendário chinês                                                            | 3638 – 3639 Início a 20 de janeiro (aproximadamente) |
| Calendário copta                                                             | 658 – 659                                            |
| Calendário etíope                                                            | 934 – 935                                            |
| Calendários hindus - Vikram Samvat - Calendário nacional indiano - Cáli Iuga | 997 – 998 863 – 864 4042 – 4043                      |
| Calendário Holoceno                                                          | 10942                                                |
| Calendário islâmico                                                          | 330 – 331                                            |
| Calendário judaico                                                           | 4702 – 4703                                          |
| Calendário persa                                                             | 320 – 321                                            |
| Calendário rúnico                                                            | 1192                                                 |
| Calendário solar tailandês                                                   | 1485                                                 |

942  (CMXLII na numeração romana) foi um ano comum  do século X do Calendário Juliano, da Era de  Cristo, teve início a um sábado e terminou também a um sábado, e a  sua letra dominical foi B  (52 semanas).
No  território que viria a ser o reino de  Portugal estava em vigor a Era de César que já contava 980 anos.
| Ano completo                   |
| ------------------------------ |
| Ano comum com início ao sábado |

## Eventos
- Kaminarimon, é erigido o portão de oito pilares para o Templo Kinryuzan Sensouji do Japão.
- A Dinastia Han do Sul termina na China.
- 30 de Outubro - Papa Marino II se torna o 128° papa da Igreja Católica Romana.

## Nascimentos
- Pampa, poeta canarês na Índia.
- Rei Edgar de Inglaterra (data provável).

## Mortes
- Papa Estêvão IX.